# Brniště
Brniště település Csehországban, Česká Lípa-i járásban. Brniště Zákupy, Velký Valtinov, Stráž pod Ralskem, Velenice, Jablonné v Podještědí, Noviny pod Ralskem, Cvikov és Pertoltice pod Ralskem településekkel határos. Lakosainak száma 1325 fő (2024. január 1.).

## Népesség
A település lakosságának változását az alábbi diagram mutatja:
| Lakosok száma | 2218 | 2052 | 2051 | 1305 | 1272 | 1332 | 1346 | 1339 | 1356 | 1325 |
|               | 1869 | 1890 | 1921 | 1950 | 1980 | 2001 | 2017 | 2019 | 2022 | 2024 |